# Giorgi Asanidze
Giorgi Asanidze (né le 30 août 1975) est un haltérophile géorgien qui a concouru chez les moins de 85 kg aux Jeux olympiques d'été de 2000 et aux Jeux olympiques d'été de 2004. Il est respectivement médaillé de bronze et d'or à ces Jeux.
En 2001, il a obtenu son unique titre de champion du monde, en 2002 il est médaillé d'argent.